# Югорский железнодорожный мост
Юго́рский железнодорожный мост —  мост через реку Обь в районе города Сургут, один из самых длинных мостов в Сибири: длина составляет 2010 метров. Мост был построен рабочими 29 мостостроительного отряда.

## История
Мост строился по директиве XXIV съезда КПСС в рамках строительства железной дороги Тюмень — Тобольск — Сургут и плана работ Девятой пятилетки. В 1975 было завершено строительство железнодорожного моста через Обь и железной дороги Тюмень – Сургут. Первый поезд пришел в Сургут 5 августа 1975. Это событие было приурочено к XXV съезду КПСС.